# Phunoi
Le phunoi est une langue lolo (en) parlée au Laos.